# Rory Sutherland (rugby à XV)
Pour les articles homonymes, voir Sutherland.
Ne doit pas être confondu avec Rory Sutherland (cyclisme).
Pas d'image ? Cliquez ici

a Compétitions nationales et continentales officielles uniquement.

b Matchs officiels uniquement.
Dernière mise à jour le 5 mars 2024.
Rory Sutherland, né le 24 août 1992 à Melrose (Écosse), est un joueur international écossais de rugby à XV jouant au poste de pilier gauche aux Glasgow Warriors.

## Biographie

### Carrière en club
Le 5 octobre 2022, le club des Worcester Warriors est placé en liquidation judiciaire et tous les employés du club sont licenciés. Sutherland se retrouve donc sans club. Il trouve une porte de sortie et signe un contrat de courte durée avec l'Ulster Rugby.

### Carrière internationale
Rory Sutherland est pour la première fois appelé au sein d'un groupe de 35 joueurs par Vern Cotter, groupe destiné à former l'Écosse pour le Tournoi des Six Nations 2016. Il est retenu pour disputer le match face à l'Italie, rencontre remportée par l'Écosse mais où Rory Sutherland ne rentre pas en jeu.
En 2022, l'arrivée de Pierre Schoeman en sélection apporte de la concurrence et il perd sa place de titulaire, qui est également freiné par des blessures récurrentes.
Le 16 août 2023, il fait partie de la liste définitive des 33 joueurs convoqués par Gregor Townsend pour disputer la Coupe du monde 2023.
Début mars 2024, il est convoqué pour préparer la quatrième journée du Tournoi des Six Nations.

### Lions britanniques et irlandais
En mai 2021, il est sélectionné pour la tournée 2021 des Lions britanniques et irlandais contre l'Afrique du Sud. Après de bonnes performances durant les matchs de préparation, il est sélectionné pour le premier match en tant que remplaçant mais sera finalement titulaire quelques heures avant le coup d'envoi, les Lions s'imposent 22-17. Lors du deuxième match, il est remplaçant et les Lions perdent 29-9. Il n'est pas retenu pour le troisième match et les Lions perdent la série 2-1.

## Statistiques en équipe nationale
- 41 sélections (21 fois titulaire, 20 fois remplaçant)

Sélections par année : 3 en 2016, 8 en 2020, 5 en 2021, 5 en 2022 , 8 en 2023 et 5 en 2024
- Tournoi des Six Nations disputé: 2016, 2020, 2021, 2022 et 2024

## Palmarès
- Édimbourg Rugby
  - Finaliste du Challenge européen en 2015

- Worcester Warriors
  - Vainqueur de la Coupe d'Angleterre en 2022